# Овоно, Фелипе
Фелипе Овоно Овоно Мбанг (исп. Felipe Ovono Ovono Mbang; 26 июля 1993, Монгомо) — футболист из Экваториальной Гвинеи, вратарь национальной сборной и клуба «Мекелле Кенема».

## Карьера

### Клубная
Первый профессиональный контракт Овоно подписал в 2011 году с командой «Эла Нгуема» из Малабо. После двух сезонов в этой команде Овоно ездил в Бельгию, где был на просмотре у нескольких клубов, но ни один из них не предложил ему контракт.
С 2013 года по 2015 год выступал в родном городе Монгомо за местный клуб «Депортиво».

### Международная
В 2011 году дебютировал в составе сборной Экваториальной Гвинеи.
Фелипе Овоно попал в состав сборной на Кубок Африки 2012. Там он был резервным голкипером и на поле не появлялся.
Спустя три года, на домашнем континентальном первенстве он уже был основным вратарём сборной. В трёх матчах группового турнира он пропустил только один гол, сохранив в двух матчах свои ворота в неприкосновенности, чем помог сборной выйти в плей-офф.